# 天堂窃情
天堂窃情（Stealing Heaven）是一部1988年摄制的英国电影。故事根据12世纪法国哲学教授皮埃尔·阿伯拉尔与女学生哀綠綺思之间的真实爱情故事改编。